# آيت علي (سيدي مبارك)
آيت علي هي إحدى مشيخات المملكة المغربية، تتبع جغرافيا لإقليم سيدي إفني وإداريًا لسيدي مبارك. يقدر عدد سكانها بـ 20849 نسمة حسب الإحصاء الرسمي للسكان والسكنى لسنة 2004.